# 대한민국-인도네시아 관계
이 문서에서는 대한민국과 인도네시아의 외교 관계를 설명한다. 1973년 11월에 수교하였으며, 양국 대사관이 서울과 자카르타에 각각 설치되어 있다. 두 국가 모두 G20과 APEC 회원국이기도 하다. 2017년 11월부터는 양국 관계가 '전략적 동반자 관계'에서 '특별 전략적 동반자 관계'로 격상되었다.
2011년 기준으로 대한민국의 대 인도네시아 수출은 135억 6449만 달러, 인도네시아의 대 대한민국 수출은 172억 1637만 달러에 달하여, 인도네시아는 대한민국에 있어서 제7위의 수출국이자 제7위의 수입국이다.

## 역사
1966년 8월 영사 관계를 수립하고, 그 해 12월 주 자카르타 대한민국 총영사관을 개설하였으며, 1973년 9월 17일:482 대사급 외교관계를 수립하였다. 1981년 6월 당시 전두환 대통령의 인도네시아 방문을 시작으로 1982년에는 수하르토 대통령이 방한하였고, 그 후 양국 정상들이 교차로 방문하였다. 1971년 8월에는 〈경제 및 기술협력과 통상증진에 관한 협정〉을 시작으로 ‘이중과세방지협정’(1989.11), ‘자원협력협정’(2002.4) 등을 체결하였다. 인도네시아는 대한민국의 10번째 교역상대국으로서 2007년 대한민국의 대 인니 수출은 57.7억불(전년대비 18.4%증가)이며 수입은 91.9억불(전년대비 3.0%증가)이다.
2010년 12월 이명박 대통령은 수실로 밤방 유도요노 대통령을 만나 자국의 방위산업을 대한민국과 협력한다고 말하였다. 2011년에는 서울에서 인도네시아 특사단 숙소 침입사건이 일어나 물의를 빚었다.
2017년 11월 9일, 인도네시아를 국빈 방문한 대한민국 문재인 대통령과 인도네시아 조코 위도도 대통령은 양국 관계를 '전략적 동반자 관계'에서 '특별 전략적 동반자 관계'로 격상하기로 결정하였다. 외교와 국방 분야 2+2 회의 등 신규 협의체 설치를 모색하고, 방산 분야 협력이 양국 관계의 표상임을 확인하며 역량 강화와 연구개발 공동생산 등 협력 강화를 다짐한다는 내용의 공동성명을 채택하였다.

### 정상회담
1981년 7월 대한민국의 전두환 대통령이 처음으로 인도네시아를 방문하였으며, 이듬해 1982년 10월에는 인도네시아 수하르토 대통령이 방한하였다. 1988년 11월에는 노태우 대통령이 인도네시아를 방문하였고, 이어 1994년 11월 김영삼 대통령도 인도네시아를 찾았다. 2000년에는 인도네시아 압두라만 와힛 대통령이 두 차례에 걸쳐 방한하였으며, 같은해 11월 김대중 대통령도 인도네시아를 방문하였다. 2002년 3월에는 메가와티 수카르노푸트리 대통령이 방한하였다.
2005년 11월에는 대한민국 부산에서 열린 APEC 정상회담을 계기로 수실로 밤방 유도요노 대통령이 방한하였고, 이듬해 2006년 12월에는 대한민국 노무현 대통령이 인도네시아를 방문, 양국 관계를 전략적 동반자 관계로 격상하였다. 2012년 3월에는 유도보노 대통령이 국빈 자격으로 방한하였으며 그해 11월에는 발리 민주주의 포럼 참석차 이명박 대통령이 발리를 찾았다.
2016년에는 조코 위도도 인도네시아 대통령이 국빈 방한하였으며, 2017년 11월에는 문재인 대한민국 대통령이 인도네시아를 국빈 방문하였다. 문재인 대통령과 위도도 대통령은 기존 양국 관계를 '전략적 동반자 관계'에서 '특별 전략적 동반자 관계'로 격상하는데 합의하였다.

## 경제 협력
주요 수출품은 현지 진출 가전업계 또는 봉제업계와 연결된 전자부품 및 의류부자재 및 원자재를 가공한 금속제련 제품, 그리고 군수품이다. 인도네시아는 대한민국 군수 산업의 큰 손으로, 잠수함부터 전투기도 수입해갔다. 한국 또한 2011년 해경이 인도네시아에서 생산된 CN-235 4대를 도입하기도 했다. 무기 말고도 수입품목은 천연가스, 유연탄, 원유, 동광 등 자원 및 원자재가 전체 수입의 80%를 차지한다. 인도네시아 중앙통계청의 2007년 교역현황에 의하면 한국은 인도네시아의 6번째 교역 상대국이다.

## 사회
인도네시아 거주 한국인 교포는 모두 36,295 명(재외국민 36,039명, 시민권자 256 명, 2010년 12월 기준)에 달한다. 인도네시아 내의 한민족 사회는 한국과 인도네시아 양국 간 수교 훨씬 이전부터 형성되어 오다가, 1973년 상주대사관 설치 후 동포사회의 규모가 점점 확대되면서, 2010년 기준으로 인도네시아 내에서 화교 사회에 이어 제2위의 외국인 커뮤니티로 성장했다. 처음 한국인들의 인도네시아 진출계기는 인도네시아에 풍부한 원목개발 및 수입, 선교활동, 유전개발 참여 및 건설공사 참여, 장학 프로그램에 의한 현지유학 등이었다.

## 대사관 및 영사관

### 대한민국
- 서울에서 주 대한민국 인도네시아 공화국 대사관
- 부산에서 주 대한민국 인도네시아 공화국 영사관

### 인도네시아 공화국
- 자카르타에서 주 인도네시아 공화국 대한민국 대사관
- 자카르타에서 주 ASEAN 대한민국 대사관

## 항공 노선
| 서울/인천 \|\| align=center\|ICN \|\| align=center\|RKSI \|\| 인천 | ○대한항공(2개) : 덴파사르(발리), 자카르타(수카르노 하타)     |
| 서울/인천 \|\| align=center\|ICN \|\| align=center\|RKSI \|\| 인천 | ○아시아나항공(2개) : 덴파사르(발리), 자카르타(수카르노 하타) |
| 서울/인천 \|\| align=center\|ICN \|\| align=center\|RKSI \|\| 인천 | ○가루다인도네시아(2개) : 서울(인천)                          |

## 같이 보기
- 재인도네시아 한국인